# René Sopa
René Sopa (né à Saint-Étienne) est un joueur d’accordéon Franco Portugais de jazz et musique du monde.
https://renesopa.wixsite.com/jazz-accordeon

## Biographie
Ses parents sont venus de Faro dans l’Algarve au Portugal  à Cannes dans le quartier de La Bocca. À 9 ans son ami camarade d'école et voisin lui présente Lucien Galliano avec qui il prend des cours d'accordéon. Ses cousins Alvaro Carminho et Mario qui demeurent au Portugal jouent aussi de l'accordéon dans les ranchs folkloriques. Chaque année, pendant ses vacances au Portugal, il écoute jouer son cousin Alvaro des coridinhos (morceaux portugais). Quelques années plus tard ils joueront ensemble.
Lucien lui enseigne le solfège et l'accordéon et le répertoire musette. Il commence aussi à jouer d'oreille les airs connus des années 1970. Ils remporte les premiers concours de la région et Lucien lui fait écouter Joss Baselli, Gus Viseur, André Astier et bien sûr des cassettes de Richard et Art Vandam. À 16 ans il commence à improviser sur l'accordéon, forme un trio pour animer quelques soirées et joue dans le ranch folklorique portugais de La Bocca. En  écoutant des disques de jazz comme Lionel Hampton, Chick Corea ou Carlos Santana, son jeu s'affine petit à petit. En 1979 il commence les basses chromatiques et remporte le trophée du jeune accordéoniste à Télé Monte-Carlo, présidé par Joss Baselli, qui le fera  passer 3 fois dans son émission Le Monde de l'accordéon diffusé par TF1. Il est aussi batteur et accordéoniste dans l'orchestre Arpège de Grasse et est inscrit au conservatoire national de Nice où il restera 4 années pour étudier les percussions dans la classe de Rodolphe Palumbo.
Il travaille le répertoire classique comme Solotarev et Bach et gagne à Paris les finales  des concours  'UNAF (1979)  en catégorie supérieur et l'ACF en 1981. En 1982 il participe à Nogent-sur-Marne à la grande finale des "Princes de l'accordéon". Il pratique l'improvisation tous les jours en jouant sur des disques de jazz..
Il va jouer de 1987 à 1991 dans les deux plus grands dancings de la Côte d'Azur pour gagner sa vie d'artiste. 1993 est l'année où il s'impliquera dans ses compositions et enregistrera son premier CD (El ritmo del sol). Il se produit en 1995 et 1996 au Festival de Jazz de Nice ainsi que les clubs et salles de Nice.
À Paris en 1999 où il rencontre le jeune violoniste belge Alexandre Cavalière.  Ensemble ils vont participer aux plus prestigieux festivals français et étrangers avec des musiciens tels que Angelo Debarre, Dorado et Sanson Smith, Christian Escoudé, etc.
En 2003 il sort son quatrième album Sandunga chez Harmonia Mundi. Il enregistre en 2005 à Strasbourg (berceau des jeunes guitaristes manouches) un disque avec Dino Mehrstein. 2006 marque son association avec l'organiste Stéfan Patry présenté par son ami Alain Bois. Hammondéon est né de cette union qui regroupe aussi François Morin (batterie) à la batterie et Jacquot Largent (ex "Sixun") aux percussions. "Carinhos tango" a été enregistré Avec Marcel Loeffler et Aurélien Noel.
Après plus de 15 albums enregistrés René Sopa parcourt le monde avec son accordéon depuis plus de 30 ans.

## Discographie
- El Ritmo des Sol (1994)
- Passion (1996)
- Antonio (1999)
- Solo (2002)
- Sandunga (2002)
- Nuits parisiennes  (2004)
- Crazy Rhythm (2006)
- Swing a ning(2006)
- Hammondéon (2007)
- Hammondéon (Live à Joinville-le-Pont, 2009)
- Carinhos tango (2008)
- Kâmil Erdem-René Sopa Quartet (2011)
- Obrigado (2012)
- Crazy Rhythm (2016) Guest : Rodolphe Raphalli
- Hommage (2018)